# Stylurus scudderi
Stylurus scudderi е вид водно конче от семейство Gomphidae. Видът не е застрашен от изчезване.

## Разпространение
Разпространен е в Канада (Квебек, Нова Скотия, Ню Брънзуик и Онтарио) и САЩ (Вирджиния, Върмонт, Джорджия, Западна Вирджиния, Кентъки, Кънектикът, Масачузетс, Мейн, Минесота, Мичиган, Ню Джърси, Ню Йорк, Ню Хампшър, Пенсилвания, Род Айлънд, Северна Каролина, Тенеси, Уисконсин и Южна Каролина).

## Описание
Популацията на вида е стабилна.